# Precis octavia
Precis octavia är en fjärilsart som beskrevs av Pieter Cramer 1779. Precis octavia ingår i släktet Precis och familjen praktfjärilar. IUCN kategoriserar arten globalt som livskraftig. Inga underarter finns listade i Catalogue of Life.

## Bildgalleri

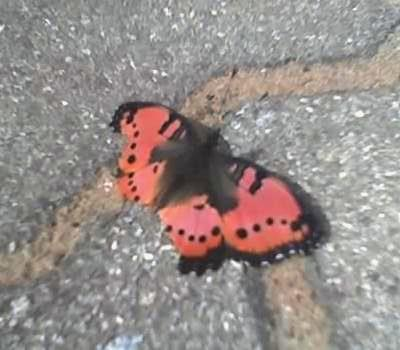